# Schimmelmann
Schimmelmann er en dansk-tysk adelsslægt der stammer fra Mecklenburg.
Navnet forekommer tidligst med Joachim Schimmelmann (nævnt 1510-31), borger i Rostock, mens stamrækken begynder med Nicolaus Schimmelmann (nævnt 1632, +1680), borger samme sted. Hans tipoldebarn, generalintdant, senere skatmester Heinrich Carl Schimmelmann (1724-82) til baroniet, senere grevskabet Lindenborg, som 1760 kom til Danmark, blev 16. april 1762 ophøjet til baron af Lindenborg og 28. april 1779 ophøjet til greve af Lindenborg (uindskrænket). Han blev 22. februar 1774 med sine efterkommere optaget i det slesvig-holstenske Ridderskab. 

## Nogle medlemmer af slægten
- Charlotte Schimmelmann (1757-1816) – grevinde, født Schubart
- Emilie Schimmelmann (1752-1780) – grevinde, født Rantzau
- Ernst Heinrich von Schimmelmann (1747-1831) – dansk greve og politiker
- Heinrich Carl von Schimmelmann (1724-1782) – greve, handels- og statsmand
- Heinrich Ludwig Ernst von Schimmelmann (1743-1793) – dansk guvernør
- Heinrich Carl Schimmelmann (1890 – 1971) – lensgreve og nazist